# Lochristi
Lochristi è un comune belga di 21 909 abitanti, situato nella provincia fiamminga delle Fiandre Orientali. Nel territorio comunale è particolarmente sviluppata l'orticoltura: coltivazione di azalee e begonie.

Diede i natali al pittore belga Ernest Slingeneyer (1850-1894).

## Geografia fisica

### Territorio
Il comune di Lochristi è composto da 5 abitati principali:

Lochristi

| #     | Nome              | Superficie | Abitanti |
| ----- | ----------------- | ---------- | -------- |
| I (V) | Lochristi -Hijfte |            |          |
| II    | Beervelde         |            |          |
| III   | Zaffelare         |            |          |
| IV    | Zeveneken         |            |          |

Gli abitati confinanti sono:
- a. Eksaarde (Lokeren)
- b. Lokeren
- c. Kalken (Laarne)
- d. Laarne
- e. Heusden (Destelbergen)
- f. Destelbergen
- g. Oostakker (Gent)
- h. Desteldonk (Gent)
- i. Mendonk (Gent)
- j. Wachtebeke